# Cao Yanhua
Cao Yanhua (China; 1 de diciembre de 1962) es una jugadora profesional de tenis de mesa china, dos veces campeona del mundo en los años 1983 en Tokio, y 1985 en Gotemburgo.
Yanhua también ganó la medalla de plata en el Mundial de 1981 celebrado en Novi Sad, donde fue superada por su compatriota Tong Ling.